# شامبلی، کبک

نمایی از شهرک شامبلی منطقه شهری لا وله-دو-ریشولیو، کبک، کانادا - ۲۰۲۲

شامبلی (به فرانسوی: Chambly) شهرکی در منطقه شهری لا وله-دو-ریشولیو ناحیه مونترژی در استان کبک کانادا است. در سرشماری سال ۲۰۱۱ این شهرک ۲۲٬۳۳۲ نفر جمعیت داشته‌است و مساحت آن ۲۵٫۰۱ کیلومتر مربع است.